# تفريعة كبيرة
تفريعة كبيرة  قرية سوريّة تتبع إداريّاً لمحافظة حلب منطقة الباب ناحية عريمة، بلغ تعداد سكانها 1,089 نسمة حسب التعداد السكاني لعام 2004.